# كينيث إلمر
كينيث إلمر هو منافس ألعاب قوى كندي، ولد في 24 أبريل 1948.

## وصلات خارجية
- كينيث إلمر على موقع أوليمبيديا (الإنجليزية)
- كينيث إلمر على موقع اللجنة الأولمبية الكندية (الإنجليزية)
- كينيث إلمر على موقع اتحاد ألعاب الكومنولث (مؤرشف) (الإنجليزية)